# Partido Operário Comunista
POC - Partido Operário Comunista foi uma organização brasileira de esquerda que combateu a Ditadura militar no Brasil (1964-1985) no intuito de implantar o comunismo no país, tendo se originado no final dos anos 1960 a partir de outra organização denominada POLOP. Quando a POC decidiu se enveredar pela luta armada, alguns de seus militantes criaram a OCML-PO, também conhecida como nova Polop.
O POC conseguiu ter certa expressão no movimento estudantil de 1968, onde atuava sob a designação de Movimento Universidade Crítica, além de estabelecer alguma presença junto do meio operário das capitais.
Em abril de 1970, um grupo de militantes se desligou do POC para voltar a constituir a POLOP, sendo que os que permaneceram na agremiação passaram a enfrentar divergências internas profundas, pois alguns de seus membros defendiam a atuação conjunta com as organizações da guerrilha urbana (ALN, VPR, VAR-Palmares, etc.), chegando a se envolver em operações armadas.
Foi nesse ano que alguns militantes se desligaram do POC, no Rio Grande do Sul, para criar o MCR, que executou algumas ações armadas conjuntas com a VPR.
Apesar de defender a derrubada da ditadura por meios pacíficos, sem pegar em armas, a organização sofreu com o Terrorismo de Estado, seus líderes foram sequestrados e torturados física e psicologicamente, alguns chegaram a ser assassinados pela repressão. Por conta disso, em 1971 o POC estava praticamente desmantelado, com a maioria dos seus integrantes na prisão ou forçados ao exílio.
Dentre seus militantes da POC mortos pela repressão estão Luiz Eduardo da Rocha Merlino, Helio Zanir Sanchotene Trindade e Ary Abreu Lima. No Chile, por ocasião do golpe militar que derrubou o presidente Salvador Allende, em 1973, morreram Luiz Carlos Almeida e Nelson Kohl.